# 達特桑
乃是日本日產汽車在緊湊型乘用車、卡車等產品使用的品牌、商標、車名。1970年代日產汽車推出膾炙人口的達特桑240Z，在全球引起一陣旋風。當時日產汽車以「NISSAN」主打日本本地，外銷市場則以「DATSUN」行銷，直到1980年代結束才改推單一品牌「NISSAN」。著眼於俄羅斯、印度、印尼等新興國家的崛起，這些市場對於平價汽車的需求增多，2012年3月21日日產汽車宣佈達特桑品牌將復活，2013年7月15日在印度推出平價小車達特桑GO。然而才短短9年的時間，該公司於2022年4月宣布全面停產此品牌所有車型。
「DATSUN」的「DAT」乃取自該公司出資者田健治郎（D）、青山祿郎（A）、竹內明太郎（T）等三人之羅馬拼音字首而成，亦含有「動如脫兔（日语：だっと）」之寓意。1931年該公司前身的達特汽車製造公司（ダット自動車製造株式会社）完成小型車「DATSON（ダットソン）」，「SON」意味原出資者D、A、T三人之兒子，但是「SON」在日語發音中同「損」，因此翌年改成「SUN（太陽）」，於是形成「DATSUN」。

## 歷史與概要
1911年（明治44年）7月1日時年37歲的汽車工程師橋本增治郎創辦快進社汽車工廠，支援橋本的投資者之一吉田茂（時任駐義大利大使館三等書記官，後來當上內閣總理大臣）提供東京府澀谷村麻布廣尾88番地（今東京都澀谷區廣尾五丁目）給予使用。1914年（大正3年）該公司在上野舉行的東京大正博覽會展出試作第2號「DAT汽車」（又稱「脫兔號」），獲得銅牌獎。「DAT」乃取自該公司出資者田健治郎（D）、青山祿郎（A）、竹內明太郎（T）等三人之羅馬拼音字首而成，是一輛可供3人乘坐、搭載V型二缸引擎的汽車，動力輸出達10匹馬力，最高時速每小時32公里，乃日本第一輛純國產車（包含引擎在內）。
1918年（大正7年）橋本以60萬日圓的資本，改到東京府北豐島郡長崎町3923番地（今東京都豐島區長崎5丁目）成立快進社公司（株式会社快進社）。新廠房約600坪大，招募約60名員工。翌年發售可乘坐5人的「DAT41型」乘用車，其動力心臟為日本國產第一具單塊鑄造的2,262c.c.直列四缸引擎，可輸出15匹馬力。這輛車參加1922年3月在上野公園舉辦的東京和平紀念博覽會，獲得金牌獎。
1919年（大正8年）久保田權四郎在大阪成立實用汽車製造公司（実用自動車製造株式会社），聘用美國籍工程師威廉·高哈姆（William R. Gorham）作為技術指導。原本1918年抵日的高哈姆打算在該國製造、銷售飛機，但他見到彼時該國社會正轉換到機動人力車、小型卡車，於是改生產三輪貨車「Kushi-Car（クシカー）」。久保田鐵工所社長久保田權四郎的女婿久保田篤治郎嗅到了商機，於是延請其岳父出錢向高哈姆購買製造授權，並成立實用汽車製造公司。該公司以Kushi-Car為藍本開發製造出三、四輪的「高哈姆式實用汽車」，1923年時共出廠250輛。這是一種三輪式機車構造的輕型車，方向盤以一根棒子操控前進方向。1923年做出配置圓形方向盤的小型車「Rira號（リラー号）」，出廠約200輛。。
1925年（大正14年）因經營不順故快進社公司解散，改組成達特汽車商會合資公司（合資会社ダット自動車商会）。1919年（大正8年）久保田權四郎在大阪成立實用汽車製造公司（実用自動車製造株式会社），雖然該公司的機械設備頗為現代化，但製造材料、零件皆自美國進口，居高不下的成本使得銷售成績不見起色。1926年（大正15年）實用汽車製造與達特汽車商會決定合併，新公司名為達特汽車製造公司（ダット自動車製造株式会社）。以大阪為生產基地的達特汽車製造專心製造軍用保護汽車，DAT41型陸續進化到51型、61型等，光是1930年（昭和5年）一整年便出廠了137輛，該公司的營業狀況便穩定下來。1929年以後藤敬義為領導中心的開發團隊先是完成試作495c.c.水冷式直列四缸引擎，翌年陸續完成底盤、車體等。本來彼時的法律條令規定排氣量350c.c.以下的汽車無須自備車庫、免受檢驗登記，但外國車廠向當局施加壓力，所以放寬標準至排氣量500c.c.以下、車長不得超過2.8公尺、車寬不超過1.2公尺、乘員限1人。因此後藤以此新標準開發，1931年完成小型車「DATSON（ダットソン）」。但日語中「SON」的發音同「損」，不甚吉利，故翌年改成「DATSUN」。位於福岡縣的戶畑鑄物公司（戸畑鋳物株式会社）之社長鮎川義介積極進軍汽車產業，1931年（昭和6年）6月29日收購達特汽車製造公司大半的股份，後者遂成為前者的子公司。1932年自石川島造船所（IHI前身）獨立出來的石川島汽車與達特汽車合併成汽車工業公司（自動車工業株式会社），1933年汽車工業公司與東京瓦斯電力工業共同出資成立銷售體系「協同國產汽車公司（協同国産自動車株式会社）」，同年12月26日戶畑鑄物以70萬日圓購入達特汽車的大阪工廠，成立「汽車製造公司」（自動車製造株式会社），1934年改稱日產汽車公司。
後來達特桑這個品牌主要使用在亞洲和拉丁美洲的外銷市場，1969年該公司推出代號S30的第一代達特桑240Z，參考捷豹E型跑車的設計風格，在北美洲市場引起轟動。直到1981年時任社長石原俊指示了統一使用「NISSAN」品牌的方針，過渡時期則使用「DATSUN by NISSAN」的銘牌，接下來三十餘年之間僅有日產Datsun Truck車款見得到其蹤影而已。眼見俄羅斯、印度、印尼等新興國家之消費者對於平價汽車的需求日增，日產汽車遂於2012年3月21日宣布重新使用「DATSUN」副品牌，然而2022年4月宣布全面停產該副品牌所有車型。
關於「DATSUN」的標誌，乃是吉崎良造及田中常三郎參考美國雪佛蘭汽車，以紅色太陽為底，中間藍色橫條裡寫著白色DATSUN。不過該品牌重新復活後，改成銀色扁六角形崁入藍色之底，中間藍色橫條寫著白色DATSUN。

### 其他
1970年10月19日NHK曾以橋本增治郎為藍本，製作播放電視連續劇《一號車呀，跑吧！》，描寫橋本為了日本第一輛純國產車「脫兔號」付出的過程。

## 車系一覽
- 達特桑Phaeton（11型）
- 達特桑Roadster（15型）

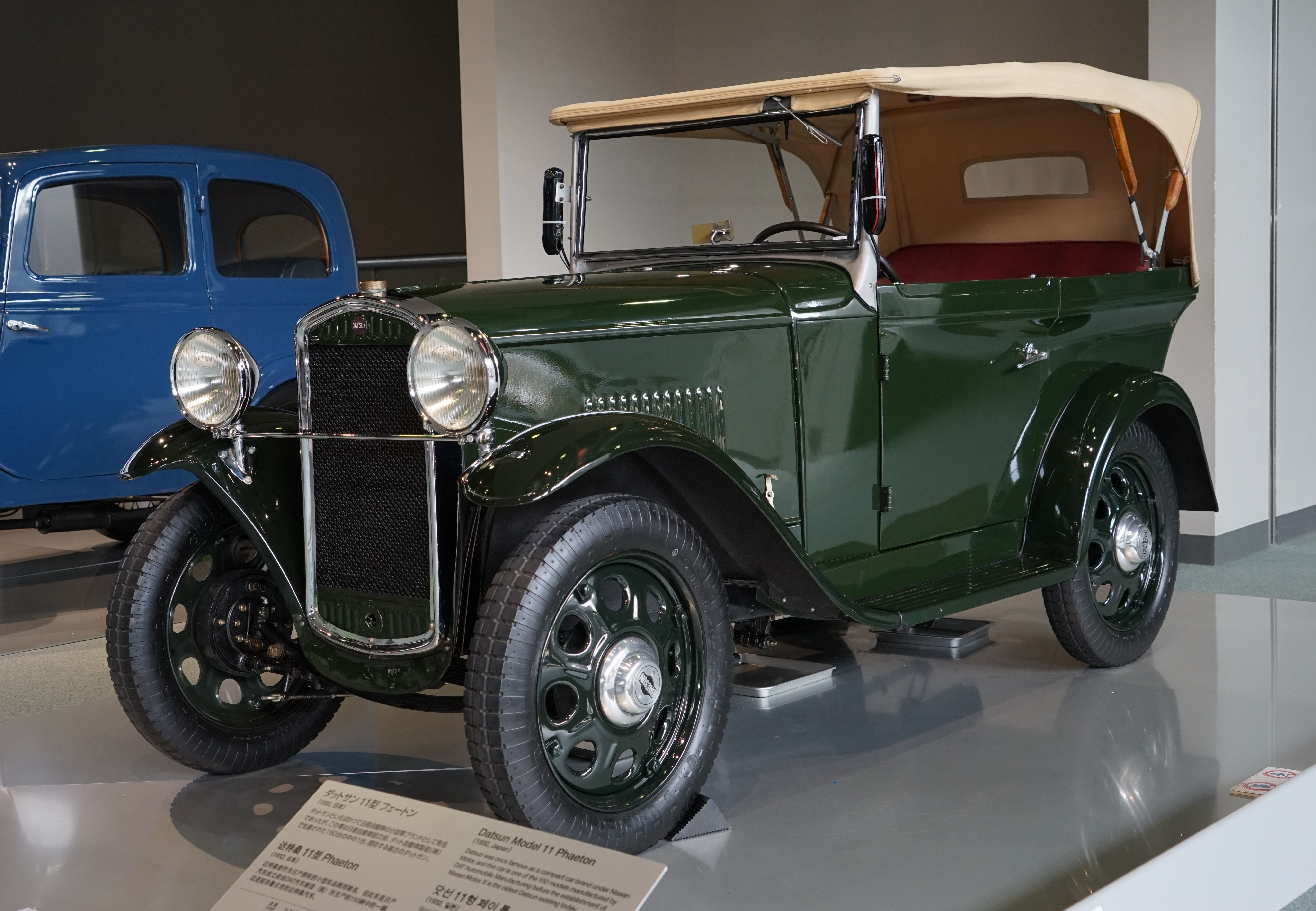
達特桑11型

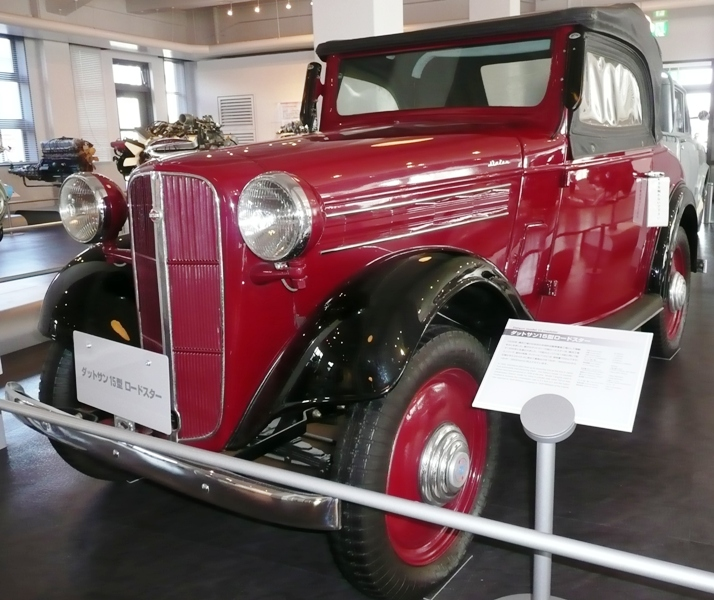
達特桑15型

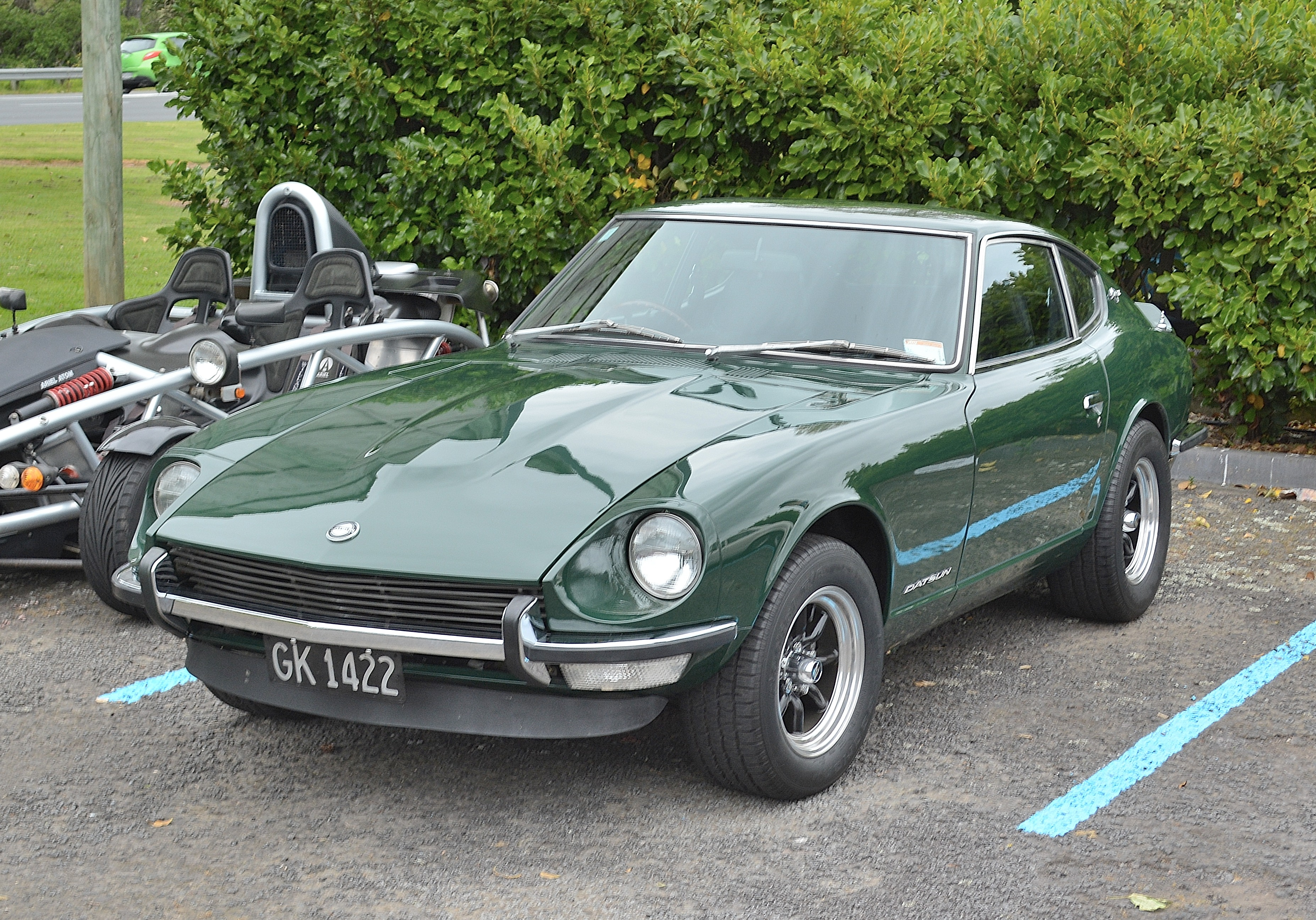
達特桑240Z

- 達特桑DB-5 Deluxe Sedan / DS-5 Thrift Sedan
- 達特桑110/220（日语：ダットサン・110/210）
- 達特桑Sports DC-3
- 達特桑Sunny：B310型為止，B11型起稱作日產Sunny。
- 達特桑Bluebird：910型為止，U11型起稱作日產Bluebird。
- 達特桑Fairlady
- 達特桑FairladyZ：外銷版稱為240Z/260Z/280Z。
- 達特桑Truck
- 達特桑Sunny Truck
- 達特桑Cablight
- 達特桑Cabstar
- 達特桑220C/280C/300C：日本版稱為Cedric。
- 達特桑240K：日本版稱作Skyline。
- 達特桑160J/New 510：日本版稱作日產Violet（日语：日産・バイオレット）。
- 達特桑Sunny Cab / 日產Cherry Cab
- 達特桑Vanette / Vanette Largo
- 達特桑AD Van
- 達特桑GO（日语：ダットサン・GO）
- 達特桑GO+
- 達特桑on-DO（日语：ダットサン・on-DO）
- 達特桑mi-DO（日语：ダットサン・mi-DO）
- 達特桑redi-GO（日语：ダットサン・redi-GO）

## 外部連結
- （英文）達特桑英文官方網站 （页面存档备份，存于）
- （日語）日本自動車殿堂：橋本増治郎氏
- （日語）日産自動車のあゆみ